# Quellfestigkeit
Die Quellfestigkeit (englisch „swell-resistance“), auch Beständigkeit gegen Aufquellen, bestimmt den Widerstand eines festen Materials gegen die Aufnahme eines feuchten Mediums, sei dieses (Medium) in Form eines Dampfes, eines realen Gases oder einer Flüssigkeit gegeben. Im Falle des Aufquellens tritt eine Volumenvergrößerung des festen Materials ein. Um das Aufquellen eines Materials zu verhindern oder zumindest zu verringern, werden beispielsweise Materialien wie Holz durch Lacke oder durch den Überzug mit quellfesten Kunststoffschichten geschützt.
In der Angewandten und Industriellen Chemie und in den Werkstoffwissenschaften ist Quellfestigkeit ein wiederkehrendes Thema. Oft geht es dabei um Materialien, die gewisse Mindestanforderungen hinsichtlich Quellfestigkeit erfüllen müssen, um für einen bestimmten Anwendungszweck nutzbar zu werden. Nicht selten werden in diesem Zusammenhang stehende Praxisaufgaben im Rahmen der Angewandten Forschung abgearbeitet.
Als einfaches Beispiel seien die Kunststoffgehäuse oder -formteile von diversen technischen Geräten zu nennen, von denen erwartet wird, dass sie bei Berührung mit Wasser an ihrer Oberfläche nicht aufquellen, um bestimmte Abstandsgeometrien für Funktionszwecke einzuhalten, aber auch ästhetischen Ansprüchen zu genügen. Gleiches gilt für die meisten technischen Oberflächen aus Kunststoff, die irgendwelchen Anwendungszwecken dienen.
Typische Stoffe, die zum Quellen neigen, sind Polymere, Holz, ungebrannte Tone, Bentonit, Pappe oder mit natürlichen Fasern hergestellte Verbundwerkstoffe. Mikrophysikalisch sind diese Materialien zumeist amorph, manchmal teilkristallin. Anders als die genannten Stoffe besitzen etwa Metalle (nahe bei Raumtemperatur) so gut wie keine Quellneigung, da sie mikrophysikalisch aus kristallinen Gitterstrukturen bestehen, die durch die gleichmäßigen, engen Gitteratomabstände für feuchte Medien, etwa in Form von Wassermolekülen, wenig Eindring- und Anlagerungsmöglichkeiten bieten. 